# Georges Martin (ingénieur)
Pour les articles homonymes, voir Georges Martin et Martin.
Georges Martin, né le 14 mars 1930 à La Ferté-Alais (Seine-et-Oise) et mort le 28 juillet 2017 à Olonne-sur-Mer (Vendée), est un ingénieur français de l'École spéciale des travaux publics, section « mécanique-électricité » qui a conçu des moteurs thermiques automobiles, notamment le « moteur Poissy » qui motorise la Simca 1100 dès octobre 1967[source insuffisante], ainsi que le moteur V12 Matra Sports engagé en Formule 1 et sur les prototypes Matra qui ont remporté trois fois les 24 Heures du Mans.

## Biographie

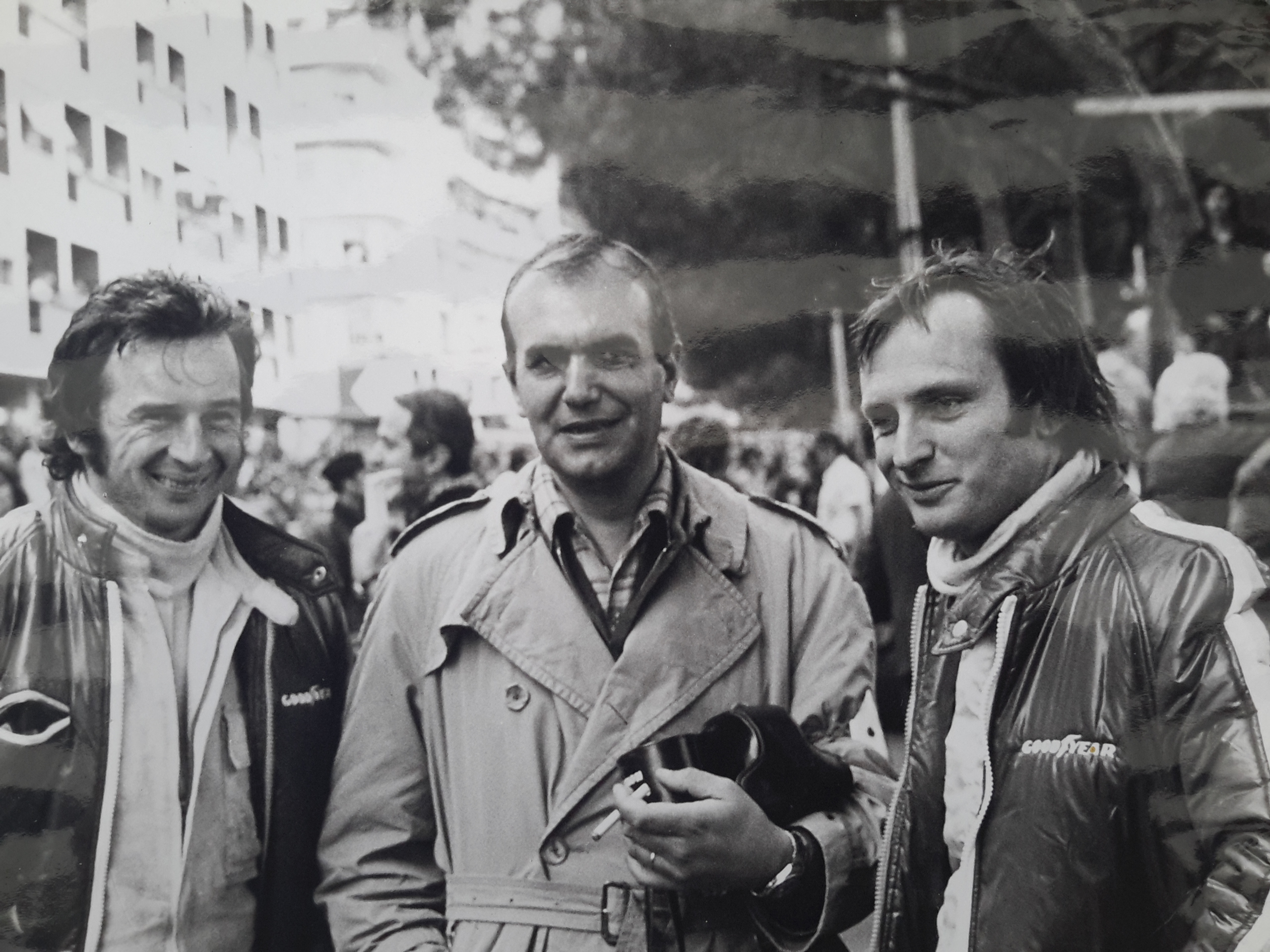
Jean-Pierre Beltoise, Georges Martin et Chris Amon au Grand Prix de Monaco 1971.

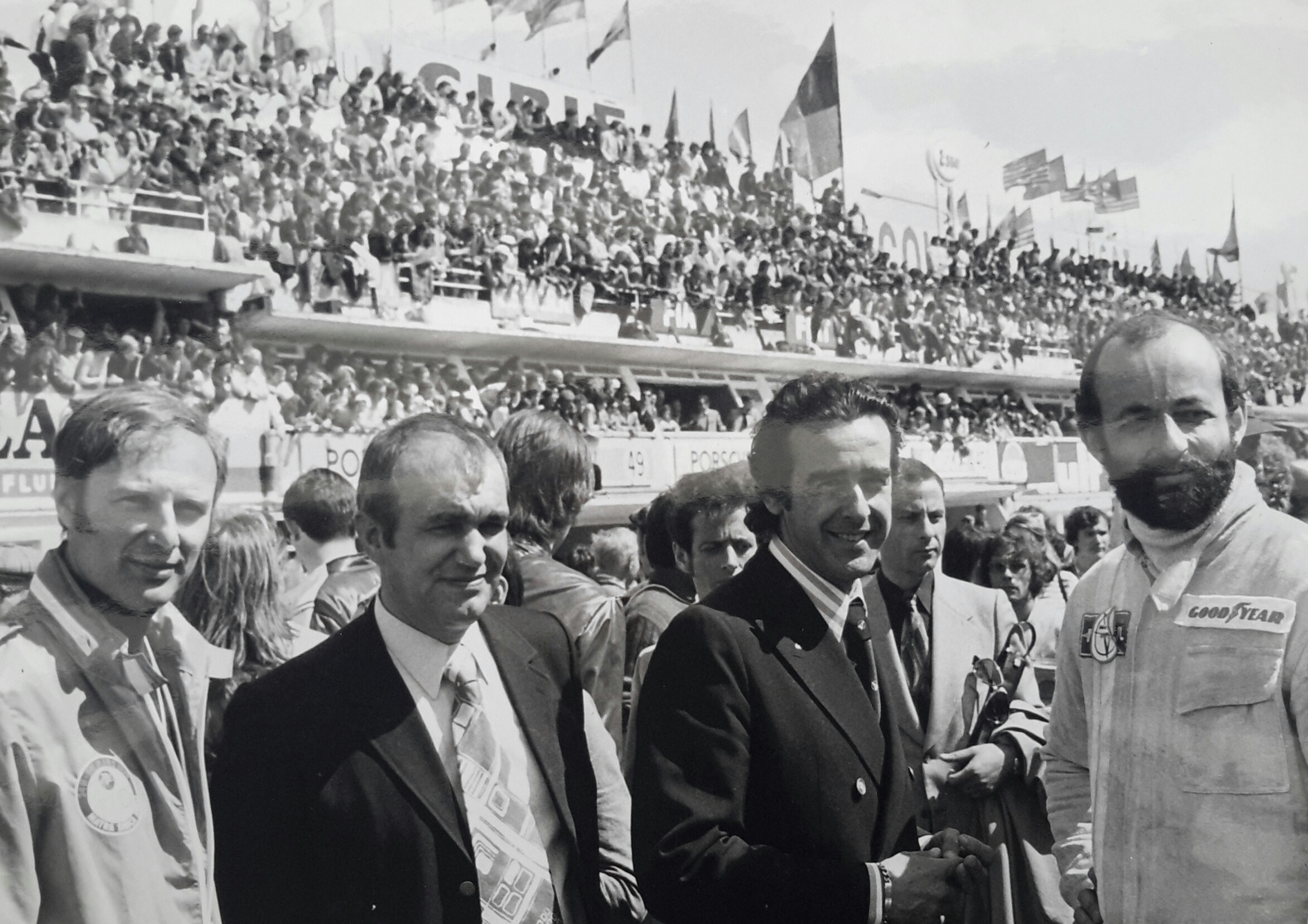
La première victoire de Matra aux 24 heures du Mans 1972. Bernard Boyer, Georges Martin, Jean-Luc Lagardère, Henri Pescarolo.

Georges Martin entre chez Simca en 1959, c'est là qu'il va découvrir les contraintes de la grande série, par opposition la compétition, son futur emploi, là où l'on se soucie moins des coûts de fabrications. Au bureau d'étude de chez Simca, il conçoit le « moteur Poissy » qui va apparaître sur la Simca 1100 en octobre 1967. Ce moteur s'est toujours caractérisé par sa fiabilité, sa puissance et son couple appréciables pour la cylindrée, mais il présente l'inconvénient d'une distribution bruyante, évoquant le bruit d'une machine à coudre (une double chaîne sans tendeur avait été préférée à une simple chaîne avec tendeur pour des raisons de solidité). La sécurité a été privilégiée sur le confort.
Il passe chez Matra Sports fin 1966, grâce à son ancien collègue de chez Simca Philippe Guédon (qui deviendra par la suite PDG de Matra Automobile).
En arrivant chez Matra, il ne sait pas vraiment ce qui est attendu de lui. Jean-Luc Lagardère lui demande de concevoir un moteur qui puisse servir aussi bien à la Formule 1 qu'aux courses d'endurance, sur une base de 150 ch par litre. Il conçoit le moteur V12 Matra Sports,. Le moteur, utilisé en  Formule 1 en 1968, et de 1970 à 1972, à bord de châssis Matra, ne rencontre pas le succès. Il obtient cependant des victoires en endurance, en particulier trois fois aux 24 Heures du Mans en 1972,1973 et 1974. 
Au début de 1974, George Martin déclare rester persuadé que ce moteur pourrait faire bonne figure en Formule 1, alors que Matra a arrêté la Formule 1 en fin d'année 1972. C'est pourquoi à l'annonce par Jean-Luc Lagardère de l'arrêt total de la compétition de Matra fin 1974, Georges Martin convainc celui-ci de garder une « cellule de veille » dans le département moteurs, afin de conserver le savoir-faire et certains techniciens, et d'être prêt pour un redémarrage, ce qui se traduira en 1977 par une victoire du moteur Matra à bord d'un châssis Ligier en Formule 1. 
Par la suite, ses projets ne sont pas soutenus par les constructeurs automobiles partenaires de Matra (Peugeot puis Renault). Il quitte Matra en 1992.
Il décède le 28 juillet 2017. Le 25 avril 2012, la salle d'exposition des moteurs du musée Matra de Romorantin-Lanthenay avait pris son nom en son honneur.